# ダナ島 (インドネシア)
ダナ島 (Dana) は、インドネシアの小さな無人島である。Pulau Dana, Ndana, Nieuw Eiland and Hokkiなどという名前でも知られている。

## 概要・島の伝承
東ヌサ・トゥンガラ州サブ・ライジュア県にあるサヴ島の南西、ライジュア島から30kmの所にある。毎年恒例となっているライジュアの長老と島民の巡礼の期間を除いては、1年を通して人が訪れない地である。この島には彼らの祖先の霊が住み着いていて、尊敬されるべき存在であり、平和を保っていると古来からの文化で信じられている。そのため、全ての西洋人と彼らの祖先に関係していない部外者の島への立ち入りを、まず禁止している。

## 地理・動植物
島の南側に急に切り立った崖があり、水が大量に流れ落ちてうねっている。この島には山羊と羊が生息している。